# Clément Van Bogaert
Clément Van Bogaert (Bazel (België), 4 april 1865 – Brussel, 5 mei 1937) was een (rijks)ingenieur en bouwer, het bekendst om de perronoverkapping van het treinstation "Antwerpen-Centraal" (soms ook "Centraal Station", of zoals oorspronkelijk, "Middenstatie" genaamd), gebouwd tijdens de Belle époque. Ten laatste in 1896 werd Van Bogaert gekroond tot ridder van de Leopoldsorde. In 1897, of vroeger, werd hij bevorderd tot hoofdingenieur van de Belgische Staatsspoorwegen.

## Projecten

### Spoorwegen

#### Vroege carrière (1878–1882)
Toen hij in 1878 afgestudeerd was aan de École du Génie Civil te Gent, ging hij werken bij de Spoorwegen, waar zijn vermogen tot organisatie snel werd opgemerkt. In 1882 was hij een "volwaardige spoorwegingenieur" en hoofd van een Antwerpse afdeling.

#### Station Antwerpen-Centraal (1886–1899)
In 1886 werd hem de taak opgelegd om zich uitsluitend op de planning van het station Antwerpen-Centraal toe te leggen, met inbegrip van de studie en uitvoering van de hoofdwerken alsook met betrekking tot de spoorlijnen die er samenkwamen. Tezamen met zijn assistent Edouard de Rudder voltooiden ze het ontwerp van de spoorhal reeds in mei 1889. Er wordt beweerd dat De Rudder niet de enige assistent was met betrekking tot de realisatie van de overdekte spoorhal.
Van Bogaert kreeg de bouw van de stalen en glazen perronoverkapping effectief als opdracht toen in 1891 definitief werd besloten om het nieuwe station Antwerpen-Centraal te bouwen met verhoogde dam. In 1895 legde hij een reeks plannen voor met betrekking op het nieuwe station, tezamen met de Brugse architect Louis Delacenserie (1838–1909). De twee stelden hun plannen voor nadat ze op studiereis geweest waren naar Duitsland, (vertrokken op heenreis in mei 1894) waar Delacenserie stations van grote steden als Berlijn en Frankfurt bestudeerde. Dezelfde studiereis voerden de twee ook naar Zwitserland. Hun eerste voorontwerpen waren reeds klaar in oktober 1894. De definitieve plannen werden goedgekeurd in februari 1895.

Van Bogaerts spoorhal (op de achtergrond) was reeds voltooid in 1899, zes jaar voor het stationsgebouw van architect Louis Delacenserie (vooraan), wat slechts in gebruik zou genomen worden op 11 augustus 1905.

Van Bogaert ving aan in 1895 en finaliseerde de spoorhal in 1899 (sommige bronnen schrijven 1898). Hij ontwierp deze spoorhal als een driescharnierspant. Zijn spoorhal werd op 15 juli 1898 feestelijk geopend door de toenmalige burgemeester van Antwerpen, Jan Van Rijswijck, wanneer er in het houten en voorlopige station van Antwerpen-Oost nog steeds reiskaarten werden verkocht. De volgende dag werden ook de stations van Berchem, Borgerhout (Antwerpen-Oost) en Zurenborg (Antwerpen-Schijnpoort) ingehuldigd.
Delacenserie, ontwerper van het stationsgebouw, ging met er de eer vandoor en de rol van Van Bogaert bleef vaak onderbelicht. Van Bogaert, die zelf geen publiciteit opzocht, stierf een "stille" dood maar behoede wel de zorgvuldige bewaring van documentatie omtrent de overkapping. Het ontwerp van de spoorweghal werd soms zelfs (onterecht) toegeschreven aan Louis Delacenserie. Het is geopperd dat het zeer waarschijnlijk is dat Delacenserie advies gevraagd heeft aan Van Bogaert met betrekking tot het ontvangstgebouw. Het is beweerd dat Delacenserie tevens Van Bogaert adviseerde, maar sommige auteurs noemen dit met betrekking tot de spoorhal weinig waarschijnlijk aangezien metalen constructies in die tijd bijna exhaustief het vakgebied van ingenieurs waren. Volgens een wat ludiek geschreven artikel uit "HAINAUT TOURISME", later ook hernomen in het tijdschrift "Le Rail/Het Spoor", komt het door Van Bogaert dat de rode steensoort "de Rode (Marmer) van Rance" werd gebruikt in het ontvangstgebouw van het station. Hij zou in de beroemde spiegelzaal van het kasteel van Versailles onder de indruk zijn geweest van deze steen, waarvan hij later via haar documentatie begreep dat ze uit Rance kwam. Vervolgens zou Van Bogaert een afgevaardigde van zijn administratie naar Rance gestuurd hebben ter inspectie van de steengroeven, waar deze laatste de in onbruik geraakte steengroeve "la Carrière à Roc" terugvond en er klein stukje steen van terug naar Antwerpen bracht. De auteur van het artikel zegt dat het water uit de groeve leeggepompt werd en dat twee heren, A. Grimée uit Rance en H. Vienne uit Cousolre, begonnen aan het maken van de rode zuilen waarop Van Bogaert naar verluidt met veel drang hoopte. De auteur beschrijft ook het bestaan van een daarmee tegenstrijdige hypothese die stelt dat Van Bogaert's zuilen uit een afgebroken kerk te Gent of Brugge zouden gerecupereerd zijn, in plaats van uit de obsolete steengroeve. De interesse van Van Bogaert in de kennis en het gebruik van soorten marmers en Belgische materialen staat ook elders beschreven. Van Bogaert nam ook de leiding in het produceren van volumineuze studies over constructiematerialen in België, ter voorbereiding van de Wereldtentoonstelling van 1897.
Het huidig uitzicht van de perronoverkapping is veel minder gedetailleerd dan in de oorspronkelijke plannen: het oorspronkelijke smeed- en gietwerk is slechts nog gedeeltelijk zichtbaar. Marmeren stukken als wandvulling, alsook minaretten, timpaankolommen en decoratieve galerijen zijn in de loop der tijd verdwenen. Het is onzeker of Clément Van Bogaert deze details zelf had gepland, of deze in de plaats daarvan door Delacenserie zijn ontworpen. De spoorhal wordt getypeerd als een voornamelijk functionele ruimte (haar hoge omvang is gerelateerd aan de stoom en rook van stoomtreinen die niet mocht neerslaan op de reizigers, alsook aan het aantal sporen) waar weinig stedelijke symboliek terug te vinden is. Het feit dat ze ontworpen is door Van Bogaert, een ingenieur (lees: géén architect) wordt hiermee in verband gebracht.
Van Bogaert ontwierp de hal als een kopstation voor vertrek en aankomst (43 meter hoog, 186 meter lang en 66 meter breed), met tien kopsporen op één en hetzelfde niveau. Kenmerkend voor zijn spoorhal zijn het massaal gebruik van glas en de slanke metaalbogen, waardoor staalspanningen zeer groot werden. Léon Cosyn, "Chef de Section" van de Staatsspoorwegen was verantwoordelijk voor de berekening en controle van de stabiliteit van de constructie.

Dwarsdoorsnede van de perronoverkapping, links de kant van de Pelikaanstraat en rechts de kant van de ZOO Antwerpen. Veel aandacht werd besteed aan de funderingen van de bogen: blokken van 3 op 4,5 meter, op drie meter diepte onder het straatpeil. De bekisting, bestaande uit een kader van verticale eiken balken, diende ook als versteviging. Foto gepubliceerd in 1922.

Om de perronoverkapping te bouwen gebruikte men een meer dan vijftien meter brede stelling met vier platformen die rijdend (36 wielen van 1,20 meter per poot van de stelling) op vier rails kon verplaatst worden. De technische specificaties van de zeventien driescharnierbogen (waarvan de bogen zestien en zeventien samen de eindboog vormen) en de fundering van de spoorweghal waarbij een eiken bekisting werd gebruikt ter versteviging (niet slechts als bekisting), alsook zijwaartse "tenen" en grondankers ter compensatie van de spankracht, zijn beschreven in gespecialiseerde tijdschriften.
De constructie van de overkapping tijdens de Belle époque was technisch mogelijk door vooruitgang in de metaalindustrie, die ijzer leverde dat minder bros was. Er was echter nog weinig bekend over de noodzaak aan regelmatig onderhoud, bijvoorbeeld die van kokerbalken, wat bijdroeg tot een snel verval. Niettemin wordt de metalen overkapping beschreven als "een sterk staaltje van architectuur en ingenieurskunst".
De ophogingswerken (of "verhoogde berm") en bouw van de verschillende viaducten (spoorwegbruggen) van het station worden ook toegeschreven aan Van Bogaert, die de werken leidde, geholpen door architect Jan Van Asperen, die instond voor de vormgeving. De ophogingswerken gingen van start in 1895, hetzelfde jaar als de overdekte spoorweghal. De bouw van deze spoorweghal geschiedde ook gelijktijdig met de bouw van het bakstenen viaduct waarop de perrons gesitueerd zouden worden. De spoorwegbrug van Antwerpen Centraal tot Berchem Antwerpen dateert uit 1896–1898. Haar hoofdas (het deel tussen het station Antwerpen-Centraal en de brug aan de Zurenborgstraat) omvat zes bruggen. Verhoogde bermen binnen de ringspoorweg werden "(de) centers" genoemd. Deze ringspoorweg moest tevens verhoogd worden wegens de ophogingswerken:
Over een lengte van 1500 meer, met name van De Keyserlei tot de Zurenborgstraat, werd een berm opgeworpen van 5,96 meter hoogte die naar de nieuwe vestingen toe geleidelijk tot op het grondpeil zou afzakken; ter hoogte van Ploegstraat, Lange Kievitsstraat, Plantin en Moretuslei, Provinciestraat en Arendsstraat werden stenen tunnels aangebracht en aan de Belgiëlei een metalen brugconstructie. Als gevolg hiervan diende men ook de ringspoorweg rond de stad op te hogen; deze was aangelegd in 1873 [...]
De met bogen opengewerkte structuur langsheen de Engelse Lei werd 850 meter lang. Bogenviaducten van 75 meter werden gebouwd: één ter hoogte van de Draakplaats en één tussen de "Herentalse Poort" en de "Leopoldpoort" langs de Engelse lei in Borgerhout. Voor Borgerhout werd er 280.000 kubieke meter zand gebruikt, en voor Zurenborg werd er een miljoen kubieke meter zand gebruikt, allen afkomstig uit de Kalmthoutse Heide, de duinenstreek tussen Heide en Kalmthout.
Volgens architect Louis Cloquet waren de plannen voor de ophoging duidelijk aan de hand van Van Bogaert. Ondanks dat de honderdtal plannen noch een architect noch een ingenieur vermelden, concludeerde Cloquet dit op basis van de typische perronmuren en de bijgebouwen van de spoorweg.
Deel van deze spoorwegviaducten is de onderbrugging van de sporen tussen de Lange Leemstraat en de Gulden Vliesstraat. Deze brug, ontworpen door Van Bogaert in 1896, is het oudste voorbeeld van een spoorwegbrug op gietijzeren kolommen.
Bij koninklijk besluit van van 12 maart 1975 werden het reizigersgebouw, de spoorweghal en de verhoogde berm tot juist voorbij de Lange Kievitsstraat als monument beschermd. Tegenstrijdig hiermee melden andere bronnen dat de perronoverkapping (spoorweghal) slechts op 14 oktober 1976 beschermd werd. De overkapping (spoorweghal) was toen de enige authentieke nog bestaande spoorhal in België.
In het jaar 1889 werd Van Bogaert ook geselecteerd door de Belgische staat als een van de twee enigen die de staat mochten vertegenwoordigen op het "Troisième Congrès du Béton de Ciment Armé système Hennebique" (Derde Congres van Beton van Gewapend Cement systeem Hennebique); uit meer dan honderd kandidaten.

#### Ontwerp voor een palmarium, Koninklijk domein te Laken (gedateerd ca. 1891–1900)
In het "Koninklijke Archief" van België zijn verschillende schetsen van Van Bogaert bewaard van verschillende varianten op een halconstructie met luchtbogen (wier constructieve functie het was om zijwaartse druk op te vangen). Deze vondst werd merkwaardig (lees: onverwacht) genoemd door Edgard Goedleven in diens boek over de Koninklijke Serres van Laken. Deze schetsen (minstens vier in aantal), in potlood op tekenpapier, zijn onderschreven door Van Bogaert.

#### Kunstwerken "Spoorweg Beijing-Hankow" (1901–1905) en later
Toen hij werd bevorderd tot hoofdingenieur [van de Belgische Staatsspoorwegen], vroeg hij om mee te bouwen aan de spoorweglijn Beijing-Hankow (1901–1905). Veranderend volgens politieke evoluties werd deze spoorlijn "Kin-Han", "Pé-Han" of "Han-Pin" genoemd. Omtrent dit project superviseerde hij de bouwplannen van de kunstwerken, waaronder een brug van 3 010 meter (2 915 volgens sommigen) in lengte over de Huanghe (ook "de Gele Rivier" genoemd). Deze volledig uit metaal opgebouwde brug werd een van de grote bruggen op aarde genoemd. Ze bestond uit 50 metalen overspanningen van 31,3 meter en 52 overspanningen van 21 meter. Deze rustten op stapels stalen buizen van 25 meter die langs onder voorzien waren van helicoïdale schroefwindingen in vormgietstaal die het vastschroeven (wat gebeurde op ca. zeventien meter onder het laag debiet) in de zanderige rivierbedding mogelijk maakten.

Bootjes op de rivier Huanghe bij laagtij, zoals gezien vanaf de ca. 3 000 meter lange spoorwegbrug, deel van de spoorweg Beijing-Hankow.

Deze werkwijze van vastschroeven is slechts mogelijk in zandige grond. De brug is in zijn soort (namelijk: op schroefpalen) waarschijnlijk de grootste ter wereld. Op de plaats van de brug bestond de rivier uit een kanaal of uit verschillende kanalen van een mijl (ca. 1610 meter) of twee breed die zich constant verlegden. Het water was er ondiep en, volgens ongepubliceerde notities van de Amerikaanse geoloog Myron Leslie Fuller, konden er kleine boten in varen die ongeveer tot een diepte van 30 tot 45-tal centimeter in het water lagen en misschien een drie-tal ton vracht konden vervoeren. De speling tussen de brug en het waterpeil varieerde van een drie-tal meter bij hoogtij tot minder dan de helft daarvan bij laagtij. De brug werd als voorlopig gepland, met twintigjarige garantie. Gedurende die periode werd het kunstwerk alsnog een grote hinder voor de exploitatie van de spoorlijn omdat tijdens het wassen van het water soms tot tien meter lange afkalvingen voorkwamen rond de pijlers. Om deze reden moesten de pijlers door rijswerk en steenstorting verstevigd worden. De spoorlijn moest ieder jaar ook tot halt geroepen worden aangezien de Gele Rivier jaarlijks buiten haar verschuifbare bedding trad.
De Chinezen interpreteerden de vele ingenieursmoeilijkheden tijdens de constructie (veroorzaakt door de zich steeds verplaatsende rivierbedding) als een strijd tussen de "Rivier-God" en de buitenlander, en voorspelden dat de brug het niet zou halen. De brug, in het Engels genaamd "Yellow River Bridge", werd desondanks gebouwd vanaf april 1904 en voltooid in december 1905, waarbij een eerste trein reeds overstak in juni 1905. Het gewicht van het gebruikte metaal bedroeg 11 347 ton.
Volgens een artikel uit het tweemaandelijkse tijdschrift "HAINAUT TOURISME", later ook hernomen in het tijdschrift "Le Rail/Het Spoor", werd Van Bogaert ook directeur van de spoorweglijn Beijing-Hankow zelf. Deze zou uitgroeien tot wat later waarschijnlijk de eerste grote hoofdlijn van China werd en omvatte, tussen haar twee eindtermini, 1.214 kilometer spoorweg (1.215 km of 1.212 km volgens sommigen, een honderdtal kilometer zijtakken naar mijnen niet meegerekend) en 125 spoorwegstations. Het project werd toevertrouwd aan het bedrijf "Société d’Etude de Chemins de Fer" en werd gebouwd van 1898 tot en met 1905, gesuperviseerd door de Belgische ingenieur Jean Jadot (1862–1932). De lijn werd ingehuldigd in november 1905. De brug van Van Bogaert werd de enige echte technische moeilijkheid van het project genoemd. Ze was gelegen in de oostelijke maritieme provincies van China en was de tweede brug ooit over de Gele Rivier. De spoorlijn doortrok, van noord naar zuid, de provincies Pechili (Traditioneel Chinees: 北直隶), Henan en Hubei; die tot de meest bevolkte provincies van China behoorden. De constructie begon aan beide uiteindes tegen het einde van 1898. De lijn doorkruiste in gedeeltelijk zeer heuvelachtig en zelfs bergachtig terrein maar bevat desondanks maar twee tunnels, die zich beiden onmiddellijk ten zuiden van de Gele Rivier bevinden. Haar ongeveer honderd stalen bruggen varieerden (uitgezonderd de reeds genoemde brug over de rivier) van een 200-tal tot een 670-tal meter in lengte. In 1917 werd het grootste deel van de spoorlijn, alsook vele van haar bruggen, vernietigd door uitvoerige overstromingen.
Toen Van Bogaert terugkwam bij de spoorwegadministratie werd hij daar adviseur van het directiecomité, waar hij zich onder meer ging bezighouden met de bloktreinen Antwerpen–Brussel, alsook met de studie van een directe verbinding met Duitsland. De verbinding die hij schetste werd uitgevoerd door de Duitse bezetter tijdens de Eerste Wereldoorlog.

#### Latere carrière (1916 tot na Wereldoorlog I)
Van Bogaert ontfermde zich ook over andere belangrijke vraagstukken zoals het voorzien van een elektrificatiesysteem. Zo maakte hij deel uit van een commissie die als doel had een studie op te maken van de elektrificatie van de Belgische spoorwegen, opgesteld in 1916.
In 1917 werd hij administratief directeur. Tijdens de Eerste Wereldoorlog ontfermde Van Bogaert zich voornamelijk over wederopbouwplannen voor na de oorlog. Na de oorlog werd hij beheerder bij de Spoorwegen.

#### Station Aalst
Van Bogaert was ook betrokken bij het stationsgebouw van Aalst, waarvoor hij de nu verdwenen "excentrisch aangebrachte reizigerstunnel en fraaie schuine daken op kaaien" ontwierp. De gevels en daken van het gebouw werden in 1978 per ministerieel besluit beschermd als monument.

#### Domein Hofstade
Clément Van Bogaert had het idee om een terrein te kopen voor zandwinning met het oog op de aanleg van spoorwegbermen, waarbij het meer dat daaruit zou voortkomen aangewend kon worden als een waterreserve voor locomotieven. Dit leidde tot het ontstaan van het Domein Hofstade, waarvan gedeeltes later beschermd werden als een cultuurhistorisch landschap (1977) en als monument (2001).

### Stichter van verenigingen

#### Natuurbeschermingsvereniging "Amis des Arbres" (1905)
In 1905 stichtte hij samen met de Ardeense schrijver Jean D'Ardenne een natuurbeschermingsvereniging genaamd "Amis des Arbres" in een streven naar het "behoud van bossen, wouden, plantaties van wegen en dergelijke; tégen de onrechtvaardige omkappingen". Dit maakte van Van Bogaert waarschijnlijk de eerste Belgische "groene" ingenieur.

#### Wetenschappelijke studiekring "Réunion Scientifique"
Clement Van Bogaert stichtte samen met de Antwerpse provinciaal architect Louis Gife (1854–1929), en anderen, de wetenschappelijke studiekring Réunion Scientifique.

### Waterkwaliteit
Van Bogaert werkte samen met de "Société de Géologie", waar hij zich voornamelijk bezighield met waterkwaliteit, met het oog op drinkwater (bijvoorbeeld de bevoorrading van Antwerpen) en zuivering van afvalwater. Van Bogaert had plannen om afvalwater te zuiveren met bezinkbekkens. Op tachtigjarige leeftijd ontplooide hij een ontwerp voor de zuivering van het Zennewater.
Van Bogaert was effectief lid van deze "Société de Géologie", die als volledige naam "la Société Belge de Géologie, de Paléontologie et d'Hydrologie" had, en kan vertaald worden als "De Belgische Vereniging voor Geologie, Paleontologie en Hydrologie". Sinds 1897 was hij ook secretaris van een speciaal constructiemateriaal-comité van deze vereniging genaamd "Comité Permanent d'Étude des Matériaux de Construction Belges", waar hij later lid van was.

## Anekdotes

### Familie
Het dagboek van een neef van Clément Van Bogaert, Louis Alexander Ronse (1891, Gent – 1973, Ieper), registreerde dat zijn oom in China heeft gewerkt en beschreef hoe deze terugkeerde vanop het huwelijksfeest van diezelfde neef-chirurg te Ieper:
Iedereen was natuurlijk met de trein naar Ieper gekomen. Oom Clément Van Bogaert, hoofdingenieur van de Belgische Spoorwegen – hij werkte nog voor Leopold II in China – is bij de terugkeer ‘s nachts in zijn coupé ontwaakt in het rangeerstation te Schaarbeek.

### Opgelijste adressen
Enkele van zijn adressen (te Antwerpen of te Brussel) staan opgelijst in de "Bulletin de la Société Belge de Géologie, de Paléontologie et d'Hydrologie", alsook in een afdeling van een technisch woordenboek met betrekking tot spoorwegen.